# آلبرتو ناردین
آلبرتو ناردین (ایتالیایی: Alberto Nardin؛ زادهٔ ۳۰ آوریل ۱۹۹۰) دوچرخه‌سوار اهل ایتالیا است.
از باشگاه‌هایی که در آن رکاب زده‌است می‌توان به اندرونی جوکاتولی–سیدرمک اشاره کرد.